# Дискографија групе Црвена јабука
Дискографија групе Црвена јабука се састоји од 18 студијских, 4 концертних, 11 компилација, 3 бокс сета, 1 видео албум и 26 синглова. Група је једна од ретких извођача чији се фонд налази у архивама Југотона и Croatia Records-а.

## Списак албума

### Студијски албуми
| Година | Назив |
| ------ | --- |
| 1986   | Црвена јабука - Издат: 22. март 1986. - Издавач: Југотон - Формат: ЛП, АК, ЦД                                         |
| 1987   | За све ове године - Издат: 1987 - Издавач: Југотон - Формат: ЛП, АК, ЦД                                               |
| 1988   | Сањати - Издат: 1988 - Издавач: Југотон - Формат: ЛП, АК, ЦД, ВХС                                                     |
| 1989   | Тамо гдје љубав почиње - Издат: 1989 - Издавач: Југотон - Формат: ЛП, АК, ЦД, ВХС                                     |
| 1991   | Некако с прољећа - Издат: 1991 - Издавач: Југотон - Формат: ЛП, АК, ЦД                                                |
| 1996   | У твојим очима - Издат: јануар 1996 - Издавач: Croatia Records - Формат: АК, ЦД                                       |
| 1997   | Свијет је лопта шарена - Издат: децембар 1997 - Издавач: Croatia Records - Формат: АК, ЦД                             |
| 2000   | Све што сањам - Издат: 2000 - Издавач: Croatia Records (Хрватска), Гранд (СРЈ) - Формат: АК, ЦД                       |
| 2002   | Твојим жељама вођен - Издат: децембар 2002 - Издавач: Croatia Records (Хрватска), City Records (СРЈ) - Формат: АК, ЦД |
| 2005   | Опрости што је љубавна - Издат: 2005 - Издавач: Croatia Records (Хрватска), City Records (СЦГ) - Формат: ЦД           |
| 2007   | Душа Сарајева - Издат: 2007 - Издавач: Croatia Records (Хрватска), City Records (Србија) - Формат: ЦД                 |
| 2009   | Волим те - Издат: 2009 - Издавач: Croatia Records (Хрватска), City Records (Србија) - Формат: ЦД                      |
| 2011   | За твоју љубав - Издат: 2011 - Издавач: Croatia Records (Хрватска), City Records (Србија) - Формат: ЦД                |
| 2013   | Нек' буде љубав - Издат: јун 2013 - Издавач: Croatia Records - Формат: ЦД                                             |